# Glinki (powiat kolneński)
Glinki – wieś w Polsce położona w województwie podlaskim, w powiecie kolneńskim, w gminie Kolno. 
Od 1998 roku we wsi znajduje się gimnazjum.
Wieś szlachecka położona była w drugiej połowie XVI wieku w powiecie kolneńskim ziemi łomżyńskiej. W okresie międzywojennym stacjonowała tu placówka Straży Celnej „Glinki”.
W latach 1975–1998 miejscowość należała administracyjnie do województwa łomżyńskiego.
Wierni kościoła rzymskokatolickiego należą do parafii Zwiastowania Najświętszej Maryi Panny w Lachowie.

## Zabytki
- zespół dworski, XIX-XX w.[11]:
  - dwór, nr rej.: A-210 z 6 listopada 1985;
  - park, nr rej.: 72 z 29 kwietnia 1980.